# Periodo refrattario (sessualità)
In ambito sessuale si definisce periodo refrattario un lasso fisiologico di tempo che interviene dopo l'orgasmo maschile, periodo in cui l'uomo non prova più piacere e ad ogni modo non può raggiungere un'erezione. A volte, un'ulteriore stimolazione del pene o del glande può provocare senso di fastidio o addirittura dolore.
Il periodo refrattario è provocato dal fatto che, in occasione dell'orgasmo, nell'organismo avviene il rilascio di ossitocina e di prolattina, due ormoni regolati principalmente dall'ipotalamo. L'ossitocina è responsabile dell'abbassamento del livello di testosterone, mentre la prolattina inibisce temporaneamente il rilascio della dopamina. L'abbassamento dei livelli di testosterone e di dopamina ha come effetto collaterale il calo della libido, il che rende difficile un'ulteriore erezione in tempi brevi.
A differenza di molti uomini, la maggior parte delle donne non ha un periodo refrattario subito dopo un orgasmo e in molti casi è in grado di raggiungere altri orgasmi mediante ulteriore stimolazione. La risposta sessuale femminile è più varia rispetto a quella dei maschi e vi sono molte donne che provano ipersensibilità del clitoride dopo l'orgasmo, il che di fatto costituisce un periodo refrattario. Queste donne possono essere in grado di raggiungere altri orgasmi, ma il dolore relativo rende questa prospettiva poco desiderabile.
Secondo alcuni studi, i maschi diciottenni hanno in media un periodo refrattario di circa 28 minuti, mentre i settantenni impiegano circa venti ore, con una media generale per i maschi adulti di 55 minuti all'incirca. Sebbene siano rari, alcuni maschi non presentano un periodo refrattario o hanno un periodo refrattario minore di 10 secondi.